# Mislaid Rock
Mislaid Rock är en klippa i Sydgeorgien och Sydsandwichöarna (Storbritannien). Den ligger i den nordvästra delen av Sydgeorgien och Sydsandwichöarna.
Terrängen runt Mislaid Rock är huvudsakligen platt, men österut är den kuperad.  Det finns inga samhällen i närheten.